# Spasoje Bulajič
Spasoje Bulajič, slovenski nogometaš, * 24. november 1975, Slovenj Gradec.
Bulajić je za Slovenijo nastopil na Evru 2000 in na Svetovnem prvenstvu 2002. Nazadnje je igral za NK MIK CM Celje, pred tem pa je igral za ciprska kluba AEL FC ter AEP Paphos.